# Duinen van Maspalomas
De Duinen van Maspalomas (Spaans: Dunas de Maspalomas) zijn een natuurgebied dat bestaat uit zandduinen nabij de plaats Maspalomas in de gemeente San Bartolomé de Tirajana, in het uiterste zuiden van het eiland Gran Canaria. Het gebied van 404 hectare groot heeft sinds 1987 de status van natuurreservaat.
Aan de rand van het gebied staat de Faro de Maspalomas, een vuurtoren.

## Fauna
In het gebied komen verschillende diersoorten voor:

### Vogels
- Berthelots pieper
- Blauwe reiger
- Drieteenstrandloper
- Flamingo
- Hop
- Kleine plevier
- Kleine zilverreiger
- Meerkoet
- Regenwulp
- Spreeuw
- Steenloper
- Steltkluut
- Strandplevier
- Turkse tortel
- Waterhoen

### Reptielen
- Gran Canaria-reuzenhagedis
- Gran Canaria-gekko

## Fotogalerij

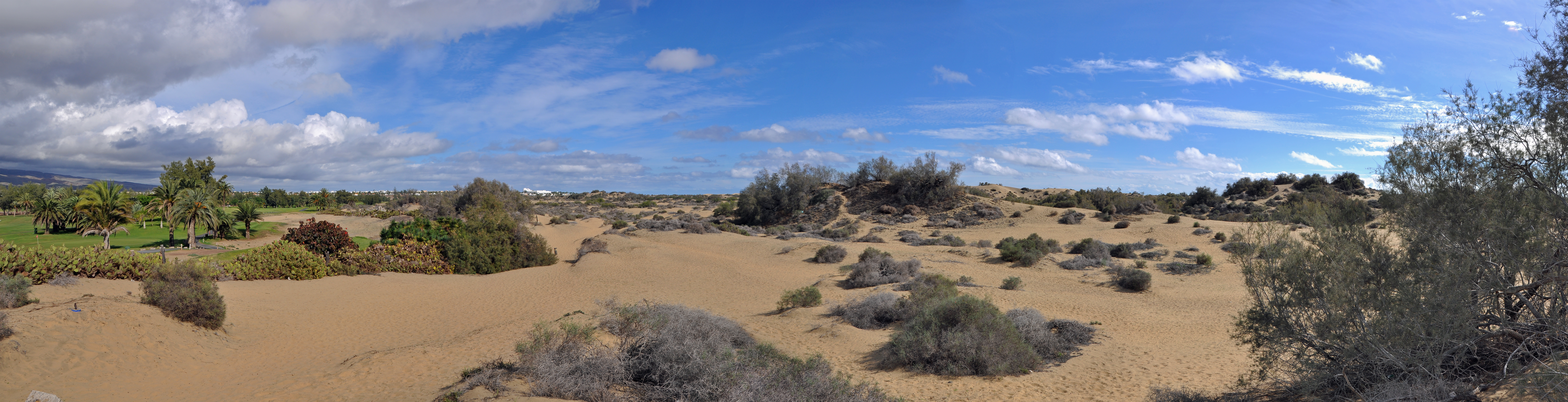
De duinen met begroeiing
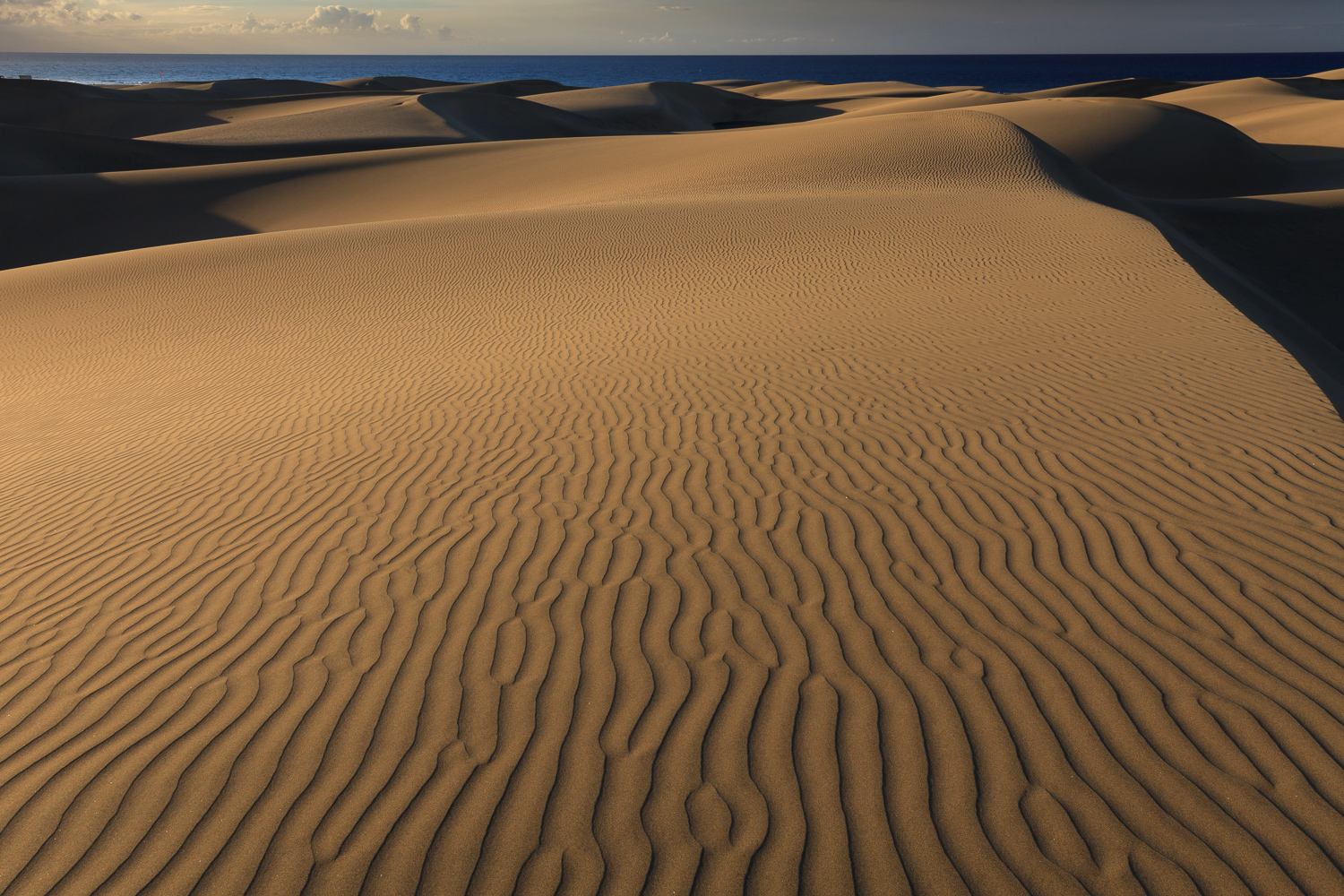
Zicht op de duinen en de oceaan
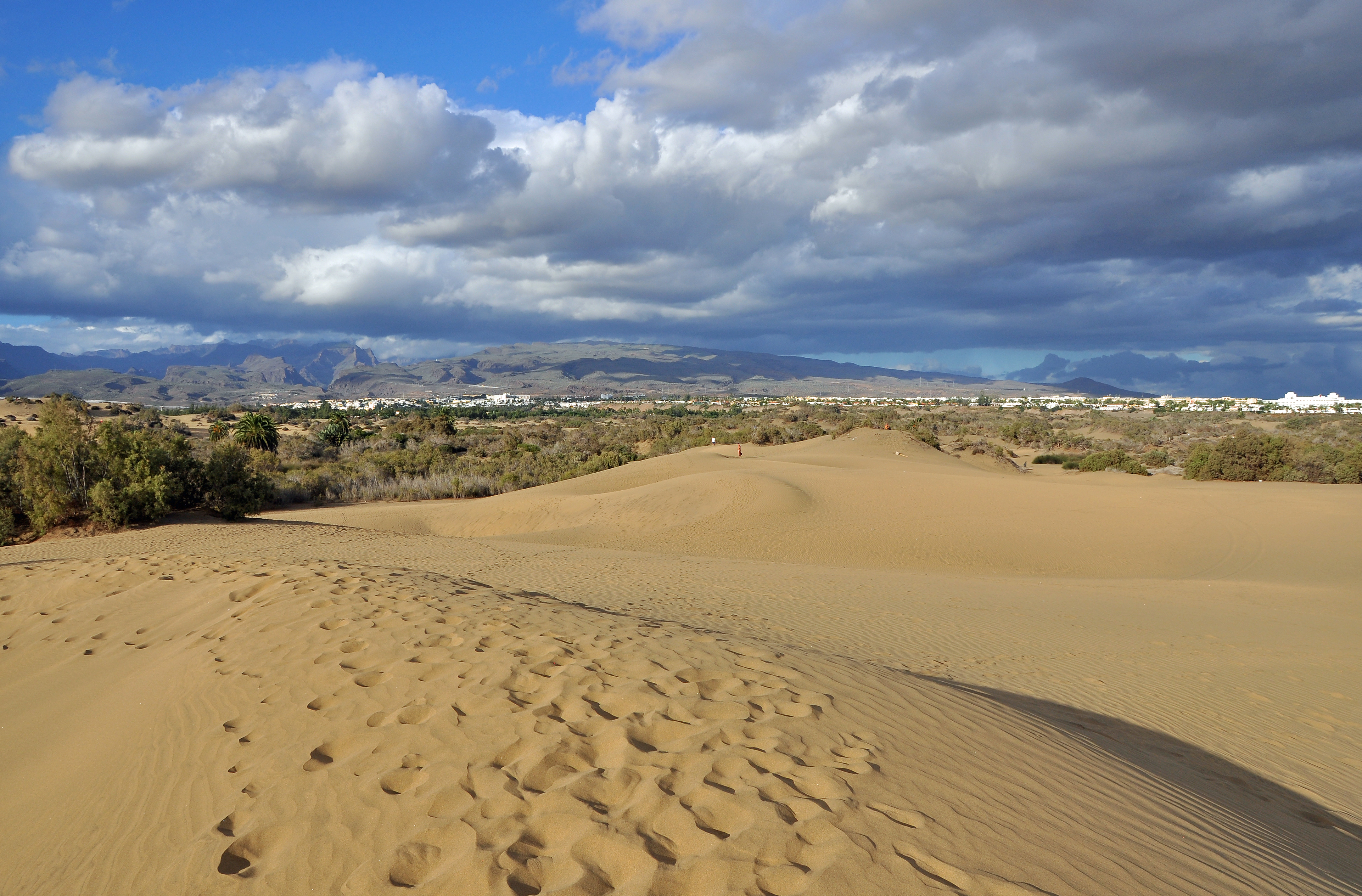
De duinen met Maspalomas in de verte
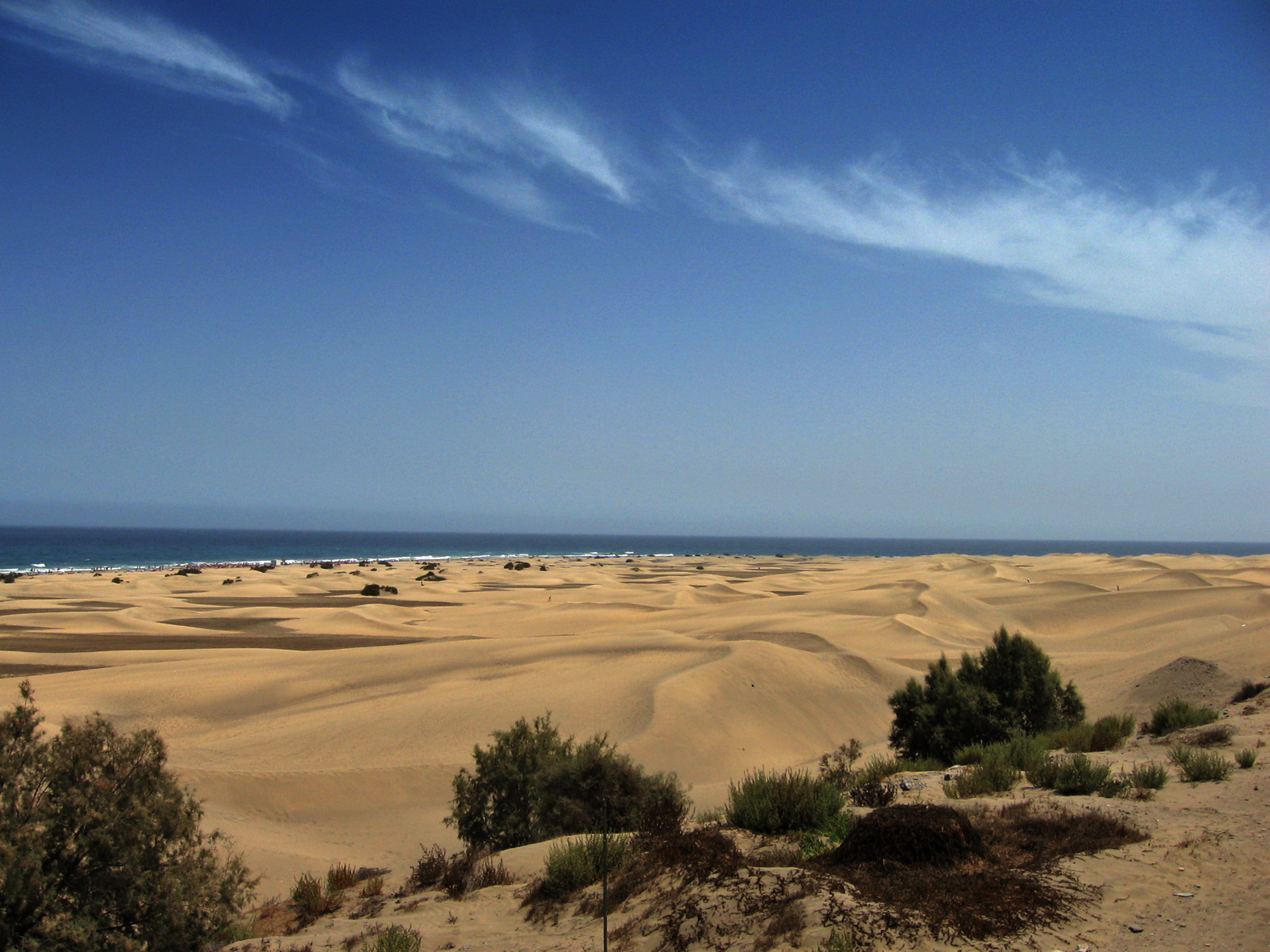
Zicht op de duinen en de oceaan
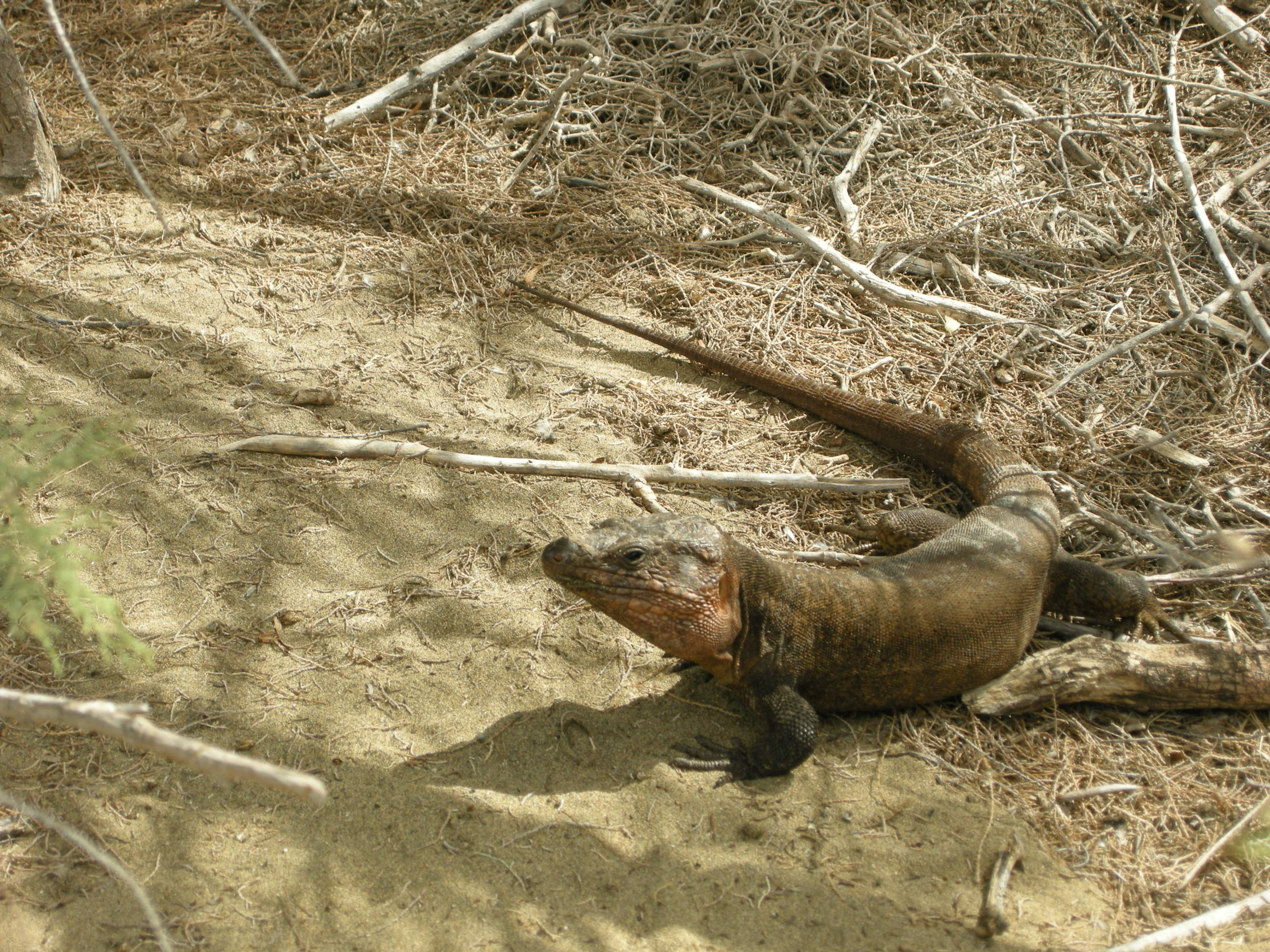
Gran Canaria-reuzenhagedis in het gebied